# 若山弦蔵
若山 弦蔵（わかやま げんぞう、1932年〈昭和7年〉9月27日 - 2021年〈令和3年〉5月18日）は、日本の声優、ラジオパーソナリティ、ナレーター。フリー。

## 略歴
樺太大泊町（現・ロシアサハリン州コルサコフ）出身。両親は青森県下北郡佐井村出身で、父親は銀行に勤務していた。幼少期に北海道札幌市に転居。旧制札幌第二中学校（現在：北海道札幌西高等学校）を経て、北海道札幌南高等学校卒業。
小学校5年時に声変わりして以降、発言するたびにクラスメイトに笑われる日々を過ごし、自分の声がコンプレックスになったが、高校在学中、音楽の教師から「あなたのようなバスは日本人には貴重だから声を大切にするように」と言われたと述べている。
声変わり後の自分の声に対するコンプレックスを克服するため、高校2年時にNHK札幌放送局主宰の朗読放送研究会に入る。若山が後に聞いた話によれば、4人の試験官の内3人は若山のようなマイクに乗らない声の人間は落とすべきだと主張していたが、1人だけ「これからはラジオドラマが盛んになるだろうから、変な声の奴がいても良いだろう」として合格することになったのだとされる。
高校卒業後の1951年、新たに設立されたNHK札幌放送劇団の研究生となる。1952年に本格採用となり、ラジオドラマへの出演をしつつ発声や声楽の勉強を行った。
あるラジオドラマの稽古中、演出家の近江浩一に「君はまだ声で褒められているの？」と問いただされたことが契機となり、演技の勉強も本格的に開始。1956年に主演したラジオドラマ『パイロットファーム』が文部省芸術祭で団体奨励賞を受賞し、特に若山の演技は、審査員の円地文子が絶賛するなど好評を博した。このことがきっかけで、1957年6月に活動拠点を東京へ移し、石の会に参加。ラジオドラマ出演の傍ら、海外ドラマや洋画の吹き替えの仕事も始める。
1958年の海外ドラマ『ローン・レンジャー』で吹き替え作品初の主演をつとめる。以後、『モーガン警部』、『バークにまかせろ』『スパイ大作戦』などの人気作で立て続けに主演を務め、甘い低音の声は「レディー・キラー・ボイス」と呼ばれた。映画『007』シリーズでは、ジェームズ・ボンドを演じるショーン・コネリーの吹き替えを担当し、若山の代表作の一つとなる。
過去にはグループ・てえぶら、太平洋テレビジョン芸能部、グループりんどうに所属。1964年にグループりんどうが解散してからは、フリーランスで活動した。
1968年のTBSラジオ『パック・イン・ミュージック』を2年間担当したことを皮切りに、ラジオのパーソナリティの仕事も開始。1973年からはTBSラジオ『若山弦蔵の東京ダイヤル954』（当初は『おつかれさま5時です』）のパーソナリティーを、一度も休むことなく1995年まで22年間務めた。同番組は放送回数5700回に達し、当時の生ワイドラジオ番組の長寿記録を更新。後に「TBSラジオを支えた大功労者」と評されることとなった。
『バックグラウンド・ミュージック』（2009年3月29日終了）の「今週の一言」は、俳協設立につながる1960年の太平洋テレビジョン労働争議の内幕を語るなど芸能史の一証言として貴重な存在であった。音響芸術専門学校（東京都港区）の声優・アナウンス専門課程では後進の指導をしていた。最晩年もNHK-FM放送の『ラジオマンジャック』に生出演し精力的に活動していた。
2021年5月18日、心不全のため東京都内の自宅で死去。88歳没。訃報は13日後の5月31日に遺族により明かされた。

## 人物
甘く響く低音の深い声が持ち味で『マダムキラー』と言われており、人気の高い声優であった。艶のある独特な低音の声はビロードに例えられ、声による演技を追求し続けたことから「至宝」とたたえられた。
吹き替えでは正義派から悪役までこなす本格派、落ち着いたナレーションもこなしている。代表的な吹き替えの持ち役は専属（フィックス）として名高いショーン・コネリーをはじめ、ジーン・バリーやピーター・グレイブス、レイモンド・バー、ヒュー・オブライエンなどである。過去にはリー・マーヴィンも持ち役としていた。
リヒャルト・ワーグナーの愛好家としても知られる。1979年以来、バイロイト音楽祭には何度も足を運び、特に『ニーベルングの指輪』が上演される年はほとんど観に行っている。1985年には『タンホイザー』を観賞し、また同年末にNHK-FMで放送される同音楽祭の実況録音では、あらすじのナレーションを担当した。

### 仕事に対する姿勢
放送劇団出身であり、日本での専業声優確立以前から活動している者の中では、舞台や俳優の仕事をしたことがほとんどなく、声優を専業として活動してきた数少ない人物である。また、テレビ黎明期の吹き替えに参入してきた新劇俳優について、「大部分の連中にとっては片手間の仕事でしかなかった」、「日本語として不自然な台詞でも疑問も持たず、台本どおりにしか喋らない連中が多くて、僕はそれがすごく腹立たしかった」と語っている。
吹き替えに関して、画面の中の相手役とやり取りすることを意識しており「隣から下手な台詞が聞こえてきたら、こっちはやりにくくてしょうがない」との考えもあることから、収録は別録りの単独で行うことを熱望していた。そのため、技術的な問題が解消した『ザ・ロック』の吹き替え収録以降、オファーがあった際は必ず別録りを条件につけていた。
アニメに関しては、一時期のアニメブームが苦手であったことや、線どり（絵が全て完成していない状態）でアフレコをする作品は避けていたことから出演作は少ない。若山は白味線録音が嫌で、アニメの仕事は辞めたと述べている。1981年の『キネマ旬報』に掲載された和田誠との対談でアニメの話題になった際に「僕は絶対出ない」と答えている。
『宝島』のシルバー役はアフレコ時に絵が全て完成しているという前提で引き受けたが、実際には絵が完成していることは一度もなく、納得のいく演技ができなかった。絵が完成しないことから録音スケジュールの変更を依頼されたことが何度もあり、最終回の収録の際に若山はしびれを切らしてスケジュールの変更を受け入れずに予定通りに収録を行ったが、簡易撮影された静止画素材があれば良い状態で絵が全く無い白味線録音の個所も随所にあったと述べている。『宝島』の放送後、全国の子供からファンレターが届き、若山は返事の内容に困ったと述べている。ただし共演した清水マリによると、若山は当作を「とりわけ印象に残っている作品」と語っていたという。
『ひょっこりひょうたん島』では黒沢良の跡を継ぎ第138回からガラクータ役で出演。キャラクター毎にテーマ曲が用意されているため若山も劇中歌を歌唱することになったが、歌が得意でないため歌入れの際にはトラヒゲ役の熊倉一雄に付きっきりで指導してもらったという。
『鬼警部アイアンサイド』の吹き替えでは喋り始めの息使いからリップノイズまで再現しており、その技術に後輩の神谷明は舌を巻いたという。これについて若山は『シカゴ特捜隊M』でリー・マーヴィンを吹き替えた際に身に付けたといい、「この人のセリフ回しが長くて凄いんだ。どこで合うのかわかんなくなっちゃうようなね」「だから考えたんですよ。リー・マーヴィンだって息をするだろうなって。そういう視点で見ると、ここで息してんだってわかるんだよ。だからいつも言うんだ。『アテレコは声を合わせるんじゃなくて息を合わせるんだ』って。アテレコっていう仕事は今でもそういうものだと思ってます」と語っている。若山によれば『鬼警部アイアンサイド』に出演していた時期、新聞で若山の息遣いまで再現するアテレコが取り上げられて称賛されたことがあると述べている。
ナレーションの仕事では必然性のない抑揚をつけないことを心掛けており、後に「抑揚は文章そのものが持っている、文章が力を持ってるんだから、お前は余計な色をつけるんじゃない、と固く教わったわけよ」と語っている。また、近年のワイドショーのナレーションには「もう節だらけだもんね。そっちの方が正しくなってしまってるでしょ？」と疑問を呈している。
あるラジオCMの収録では、現場で急遽クレジット（放送されないCMタイトルや秒数などの部分）の読み上げを求められた際に「いいよ⋯⋯有料だけど」と答えたといい、「仕事での自身の声はたとえ一声でも有料になる」という自負心および高いプロ意識を持っていた。
同業者と演技論を交わす中で発音にもこだわりを持つようになり、「『秋』の「あ」と『朝』の「あ」は同じ文字だが発音は別だ」と語っている。これについて後に「今では『「あ」は「あ」だろう』と言われるが、本来はそういう部分も意識するべきであり、自分だけはその違いを考えながら喋るんだ」と述べ、自身がその違いの分かる最後の世代だと語っていた。
近年の声優について「言葉が生きていない」「会話が自然でない」「向上心がなさすぎます」などの苦言を呈することがある。2000年代以降には「20年以上前から僕は、アテレコは悪貨が良貨を駆逐したと思ってますから。これ以上悪くなることはあっても、良くなることはないですよ」「自分の身を削る思いでさ、いろんなものを吸収して今日に至るわけですけどもね、今の状況を見るとさ、俺たちがあれだけ苦労して勉強したことはいったいなんだったんだろうと虚しくなるよね」と音声業界の現状を総括していた。また「形だけ」の芝居や鍛えた地声でない「作った声」に視聴者側が慣れてしまい「容認しっぱなしでしょう」とも話しており、音声業界の将来を憂慮する、ベテラン声優大多数の意見に留まらず、業界の現状に視聴者の嗜好・受容姿勢が関わっていることにまで踏み込んだ意見も述べていた。。

### エピソード
演技については、出身地の北海道で芝居のできる劇場がなかったことからアメリカ映画を鑑賞し学んだ。一方で、1940年代には札幌唯一の回り舞台がある映画館で芝居をした経験もあったという。
デビュー当時、若山の声質であるバリトンやバスは悪役か老け役だと相場が決まっていたことからそのような役や脇役が多かった。だが、正義側の役である『ローン・レンジャー』と『モーガン警部』で主演したことが転機となり、以降は良い役や主演ばかりになったという。若山は当時、悪役の仕事が入らなくなったことで、自身の声が二枚目専門と思われるのは心外であると述べ、幅の広い声優になることを目指していた。
吹き替えでの持ち役であった俳優はショーン・コネリーを除き、数多く（ピーター・グレイブス、ヒュー・オブライエン、リー・マーヴィン、レイモンド・バー、ジーン・バリー、ジョン・ブロムフィールドなど）と対面している。その際、皆が若山の声を「低い声」ではなく「深い声」と評したといい、このことを後に「うれしかった」と回想している。
文化放送『キンキンのサンデー・ラジオ』の打ち切りが決まった時に、愛川欽也が「続けられない」と予定の最終回を前に番組を終了させたことに、「気持ちは分からなくもないが、楽しみにしているリスナーがいるのだから、いかがなものか」と苦言を呈したことがある。その後、新番組がスタートするまでは『竹内靖夫の電リク・ハローパーティ増刊号 〜大人のためのカバー曲スペシャル〜』というラジオ番組が電リク番組になっていることを紹介して、「私がやりたいくらいだ」と言ったこともある。
上記の通り、仕事への姿勢は外部、内部共に厳しい意見や発言が多く、フリーだったことも重なり、音声業界においての若山は孤高で一種「怖い」存在とされていたが、ベテラン声優を筆頭にその技術や演技力などを高く評価し、尊敬する人物が多かった。仲村秀生は『鬼警部アイアンサイド』で若山と共演した際、その技術や仕事への姿勢について「ズバ抜けてプロだ。ギャラをもらって勉強になったということは本当はいけないんだが（中略）大変アテレコの勉強になりました」と述べている。その他、加藤みどりや中田浩二、神谷明も若山のプロ意識の高さに影響されたと後に語っている。
若本規夫は、2023年に「声優界の最高のキング」として若山の名を挙げている。若本によると、スタジオでの若山は共演者と談笑せず、周囲をながめ常に図っているような人物だったといい、若本は「むっつり右門」と呼んでいた。また、たかはし智秋は若手時代に若山と吹き替えで共演した際、派手な容姿や態度（本人いわく「鬼ギャル」だった）に憤慨した若山から「あの子をつまみだせ！！」と激昂されたことがあり、後に「（当時は）何も分かってなかった」と語っている。
一方で吉田理保子は初仕事で何も分からない状態で現場に入りいきなり難しい長セリフを言うことになり困っていた際に若山から「これは初めては無理だから、まずセリフを頭から3行くらい覚えればいいんだよ」とアドバイスを貰い様々な配慮に感動したと後のインタビューで語っている。
後輩のみならず同世代の役者からも尊敬されており、矢島正明は声優界で最も尊敬する人物に若山を挙げ「対象をしっかり捉え、役者の呼吸を自分の呼吸にしている」と語っている。また大塚周夫もとり・みきによるインタビューで「別録で行った共演作品を完成後に見返したら、オレの芝居と若山弦蔵の芝居がピタリと合ってたんだよ。嬉しかったなあ」と語っており、とりは「尊敬の念が伝わってきた」と回顧している。
早稲田大学坪内博士記念演劇博物館には自身が使用した約1万冊の台本を寄贈したことがあり、現在も保管されている。
晩年は日本点字図書館にてボランティア活動に携わり、音声入り電子図書を収録のため多くの小説を朗読した。
吹き替えで演じてみたい役に、『第三の男』のオーソン・ウェルズを挙げている。また、影響を受けた俳優にリチャード・ウィドマークを挙げている。

## 後任
若山の死後、持ち役を引き継いだのは以下の通り。
| 後任   | 役名         | 作品             | 代役・後任の初出演   |
| ------ | ------------ | ---------------- | -------------------- |
| 千葉繁 | ナレーション | 『暴れん坊将軍』 | 『新・暴れん坊将軍』 |

## 出演作品
※太字は、主役・メインキャラクター。

### 吹き替え

#### 担当俳優
オーソン・ウェルズ
- トレント最後の事件（1962年、シグスビー・マンダーソン）※NHK版
- 谷間の争い（1964年、メンジェス）※日本テレビ版

ジャック・ホーキンス
- 七時に帰宅（1963年、スパーリング博士）※NHK版
- ピラミッド（1977年、クフ王）※フジテレビ版

ジョージ・ケネディ
- エアポート'75（1977年、ジョー・パトローニ）※フジテレビ版
- アイガー・サンクション（1978年、ベン・ボウマン）※フジテレビ版

ショーン・コネリー
- マーニー（1969年、マーク・ラトランド）※NET版
- 007シリーズ（1976年 - 2006年、ジェームズ・ボンド）
  - 007 ロシアより愛をこめて （1976年）※TBS版
  - 007 ドクター・ノオ （1976年）※TBS版
  - 007 サンダーボール作戦 （1977年）※TBS版
  - 007は二度死ぬ （1978年）※TBS版
  - 007 ゴールドフィンガー （1978年）※日本テレビ版
  - 007 ダイヤモンドは永遠に （1980年）※TBS版
  - ネバーセイ・ネバーアゲイン （1984年）※機内上映版
  - ネバーセイ・ネバーアゲイン （1985年）※フジテレビ版
  - 007 ドクター・ノオ（2006年）※ソフト版
  - 007 ロシアより愛をこめて （2006年）※ソフト版
  - 007 ゴールドフィンガー （2006年）※ソフト版
  - 007 サンダーボール作戦 （2006年）※ソフト版
  - 007は二度死ぬ （2006年）※ソフト版
  - 007 ダイヤモンドは永遠に （2006年）※ソフト版
  - ネバーセイ・ネバーアゲイン （2010年）※ソフト版

- ショーン・コネリー/盗聴作戦（1975年、デューク・アンダーソン）※フジテレビ版
- 王になろうとした男（1976年、ダニエル・ドレイボット）※機内上映版
- SOS北極... 赤いテント（1977年、アムンゼン）※テレビ朝日版
- 大列車強盗（1980年、エドワード・ピアス）※機内上映版
- メテオ（1981年、ポール・ブラッドレー）※フジテレビ版
- 大列車強盗（1983年、エドワード・ピアス）※TBS版
- ファミリービジネス（1990年、ジェシー・マクマレン）※ソフト版
- アンタッチャブル（1990年、ジム・マローン）※フジテレビ版
- プレシディオの男たち（1991年、アラン・コールドウェル中佐）※フジテレビ版
- ザ・スタンド（1992年、ロバート・キャンベル博士）※ソフト版
- インディ・ジョーンズ/最後の聖戦（1993年、ヘンリー・ジョーンズ教授）※フジテレビ版
- レッド・オクトーバーを追え!（1993年、マルコ・ラミウス艦長）※TBS版
- ロビン・フッド（1993年、リチャード国王）※フジテレビ版
- ハイランダー2 甦る戦士（1994年、ラミレス）※ソフト版
- インディ・ジョーンズ/最後の聖戦（1994年、ヘンリー・ジョーンズ教授）※日本テレビ版
- ロシア・ハウス（1994年、バーリー・ブレア）※ソフト版
- ハイランダー2 甦る戦士（1996年、ラミレス）※日本テレビ版
- ザ・ロック（1997年、ジョン・パトリック・メイソン）※ソフト版
- ドラゴンハート（1997年、ドレイコ）※ソフト版
- 理由（1997年、ポール・アームストロング）※テレビ東京版
- ザ・ロック（1999年、ジョン・パトリック・メイソン）※日本テレビ版
- ドラゴンハート（1999年、ドレイコ）※日本テレビ版
- マイ・ハート、マイ・ラブ（2000年、ポール）※ソフト版
- リーグ・オブ・レジェンド/時空を超えた戦い（2003年、アラン・クォーターメイン）※劇場公開版
- アンタッチャブル（2003年、ジム・マローン）※テレビ東京版
- ロビン・フッド（2004年、リチャード国王）※テレビ東京版
- エントラップメント（2007年、マック）※テレビ東京版

ジーン・バリー
- バークにまかせろ（1964年 - 1966年、エイモス・バーク）※日本テレビ版
- ネーム・オブ・ザ・ゲーム（1972年、グレン・ハワード）※フジテレビ版
- イスタンブール特急（1975年、マイケル・ロンドン）※フジテレビ版
- 刑事コロンボ ※日本テレビ版
  - 第1話 『殺人処方箋』（1983年、レイ・フレミング）

テリー・サバラス
- コンバット! ※TBS版
  - 第66話 『ジープ特攻隊』（1964年、アリストテレス・カプサリス英国軍大佐）

- 逃亡者 ※TBS版
  - 第18話 『歓楽の影に』（1964年、ダン・ポルチェック）

- ボー・ジェスト（1969年、ダジノー曹長）※TBS版

ピーター・グレイブス
- スパイ大作戦シリーズ（1969年 - 1973年、ジム・フェルプス）※フジテレビ版
- フライングハイ（1983年、オーバー機長）※TBS版
- 皇帝密使（1986年、トム・コリンズ）※フジテレビ版
- 新スパイ大作戦（1991年、ジム・フェルプス）※日本テレビ版

リー・J・コッブ
- デンヴァーの狼（1964年、ジム・ドノバン）※日本テレビ版
- 灰色の服を着た男（1965年、バーンスティン判事）※日本テレビ版

リー・マーヴィン
- シカゴ特捜隊M（1961年、フランク・バリンジャー警部補）※フジテレビ版
- トワイライト・ゾーン ※TBS版
  - 第72話 『墓』（1963年、コニー・ミラー）

- コンバット! ※TBS版
  - 第34話 『また一人減った』（1963 年、ターク軍曹）

- 裏切り鬼軍曹（1973年、ライカー軍曹）※NET版
- クランスマン（1981年、トラック・バスコム保安官）※テレビ朝日版

レイモンド・バー
- 弁護士ペリー・メイスン（1959年 - 1967年、ペリー・メイスン）※フジテレビ版、※TBS版、※NET版
- 鬼警部アイアンサイド（1969年 - 1975年、ロバート・アイアンサイド警部) ※TBS版

ロッド・キャメロン
- ハチェット牧場の対決（1963年、ウィル）※日本テレビ版
- サンタフェへの道 （1963年、ジェス・グリズウォルド） ※日本テレビ版
- 特ダネを追え（1964年、ウッドラフ）※日本テレビ版
- 二重の危機（1964年、マーク）※日本テレビ版

#### 映画
放送時期不明
- 孤島の愛情（ペック 〈ドナルド・グレイ〉） ※フジテレビ版
- 大西洋を越えて -グリエルモ・マルコーニの生涯-（語り手）

1962年
- 鷲と鷹（鷹将軍〈トーマス・ゴメス〉）※日本テレビ版

1963年
- 烙印なき男（ナレーション）※日本テレビ版
- ジャバへの順風（ナレーション）※日本テレビ版
- ならず者部隊（ジョンスン中尉〈ブラッド・デクスター〉）※日本テレビ版
- アラモの砦（ヒューストン〈ヒュー・サンダース〉）※日本テレビ版
- 七人の脱走兵（ニール少佐〈ヴァン・ヘフリン〉）※日本テレビ版

1964年
- 峡谷の対決（ジョン・コード〈ジョエル・マクリー〉）※日本テレビ版
- レッド・リバー（ケルソ〈ジェフ・モロー〉）※日本テレビ版
- 暴力帝国（ニキー・マンカニー〈ルーサー・アドラー〉）※日本テレビ版
- ララミー砦（大統領〈アディソン・リチャーズ〉）※日本テレビ版
- 魔人ドラキュラ（ドラキュラ伯爵〈ベラ・ルゴシ〉）※NET版
- 西部の無法男（プロクター〈グラント・ウィザース〉）※日本テレビ版
- ノックは無用（ジョンズ〈ジム・バッカス〉）※日本テレビ版
- 硝煙のユタ荒原（ブランディ〈スコット・ブレイディ〉）※日本テレビ版
- 私刑される女（カントレル〈ブライアン・ドンレヴィ〉）※日本テレビ版
- 激戦モンテカシノ（司令官〈カール・ワリ―〉）※日本テレビ版
- 赤い河の逆襲（ポール・フレッチャー〈ジョージ・モンゴメリー〉）※日本テレビ版
- 壮烈第六軍!最後の戦線（ナレーション、マルカート）※日本テレビ版
- 嵐に叛く女（コンラッド〈ロバート・ハリス〉）※日本テレビ版
- コロラドの急襲〈サム 〈ビル・ウォーカー〉）※日本テレビ版
- よろめき休暇〈ガンナー 〈マイケル・ロス〉）※日本テレビ版
- 讃美歌と拳銃〈マーティ 〈ヒュー・オブライエン〉）※日本テレビ版

1965年
- 壮烈!ブランデンブルグ師団（ナレーション）※日本テレビ版

1966年
- レ・ミゼラブル（ジャン・ヴァルジャン〈ジャン・ギャバン〉）※TBS旧版

1967年
- テーブル・ロックの決闘（ウェス〈リチャード・イーガン〉）※フジテレビ版
- 拳銃の報酬（スレイター〈ロバート・ライアン〉）※NET版
- マダムと泥棒（ワンラウンド・ローソン〈ダニー・グリーン〉）※東京12ch版

1968年
- 小さなロバのビム（ナレーション）※NHK版

1971年
- サンフランシスコ大空港（コンラッド空港管理部長〈パネール・ロバーツ〉）※NET版
- テキサス大強盗団（モーガン大佐〈ブライアン・キース〉）※JAL機内版

1976年
- 原始人100万年（ナレーション）※フジテレビ版

1978年
- 宇宙からのメッセージ（ゼネラル・ガルダ〈ヴィック・モロー〉）
- サウンド・オブ・ミュージック（ゲオルク・フォン・トラップ大佐〈クリストファー・プラマー〉）※フジテレビ版

1981年
- 決闘の町（フレーム〈ロナルド・レーガン〉）※日本テレビ版

1982年
- アトランチスの謎（ネモ船長〈ホセ・フェラー〉）※フジテレビ版

1983年
- 人類創世（ナレーション）※フジテレビ版

1984年
- 北海ハイジャック（フォークス〈ロジャー・ムーア〉）※フジテレビ版

1986年
- 皇帝密使（ミスター・ボンド〈ジャン・マーサント〉）※フジテレビ版

1993年
- 1492 コロンブス（マルチェーナ神父〈フェルナンド・レイ〉）※日本テレビ版

2000年
- 風と共に去りぬ（ナレーション）※テレビ東京版

2002年
- スター・ウォーズ エピソード4/新たなる希望 特別篇（ナレーション）※日本テレビ版

#### ドラマ
1958年
- ローン・レンジャー（1958年 - 1962年、ローン・レンジャー〈クレイトン・ムーア〉）※KRS版
- モーガン警部（1958年 - 1961年、モーガン〈ジョン・ブロムフィールド〉）※日本テレビ版

1960年
- 透明人間 （透明人間〈ピーター・ブラディ〉）※日本テレビ版

1961年
- アンタッチャブル（1961年 - 1962年、フランク・ニッティ〈ブルース・ゴードン〉）※NET版
- 保安官ワイアット・アープ（1961年 - 1965年、ワイアット・アープ〈ヒュー・オブライアン〉）※日本テレビ版

1963年
- 看護婦物語（1963年 - 1965年、カイリー医師〈エドワード・ビンス〉）※NHK版
- 逃亡者 ※TBS版
  - 第13話 『人知れぬ恐怖』（バック・ハーモン〈ジャック・クラグマン〉）

1964年
- アウター・リミッツ（1964年 - 1966年、ナレーション)※NET版、日本テレビ版

1965年
- 0011ナポレオン・ソロ ※日本テレビ版
  - 第34話 『鶴は何を告げる』（大男〈リチャード・キール〉）

1967年
- ニューヨーク・パパ（ビル〈ブライアン・キース〉）※フジテレビ版

1969年
- プリズナーNo.6 ※NHK版
  - 第1話 『地図にない村』（No.2〈ガイ・ドールマン〉）

- 宇宙大作戦（1969年 - 1974年、ナレーション) ※日本テレビ版、フジテレビ版

197年
- 警部マクロード NHK版
  - 第44話 『モスクワ公演始末記』（ジョニー・スターバック〈ホイト・アクストン〉）

1981年
- 宇宙空母ギャラクティカ（ナレーション) ※日本テレビ版

#### アニメ
- ディック・トレイシー（1962年、ディック・トレイシー〈エヴェレット・スローン（英語版）〉）※NET版
- マイティ・ハーキュリー（1963年 - 1964年、ハーキュリー〈初代〉） ※フジテレビ版
- リッピーとハーディー（1964年、リッピー〈ドーズ・バトラー（英語版）〉）※日本テレビ版
- じゃじゃ熊一家（1966年、ポー・ラグ〈ヘンリー・コーデン（英語版）〉） ※NET版
- ヘラクレス（1997年、ゼウス〈リップ・トーン〉）
- トレジャー・プラネット（2003年、ジョン・シルバー〈ブライアン・マーレイ（英語版）〉）

#### 人形劇
- 海底大戦争 スティングレイ（1965年）※フジテレビ版
  - 第15話『お化け真珠貝』（チック・キングスランド〈ロバート・イーストン（英語版）〉）
- スーパーカー（1965年）※フジテレビ版 
  - 第31話『気の狂った科学者』 （カーロフ博士〈シリル・シャップス（英語版）〉）

### テレビアニメ
1963年
- 鉄腕アトム（刑事ブーン）

1965年
- 宇宙少年ソラン（ゴロナ）
- 新宝島（船長〈熊〉）

1966年
- ハリスの旋風（園長先生）

1967年
- ドンキッコ（ミスター・トウセンボウ）

1968年
- わんぱく探偵団（怪人二十面相）

1978年
- 宝島（1978年 - 1979年、ジョン・シルバー）

1982年
- ドラえもん（テレビ朝日版第1期）
- プロゴルファー猿（ミスターX）※特番

### 劇場アニメ
- ドラえもん のび太の魔界大冒険（1984年、大魔王）
- 星をかった日（2006年、スコッペロ）

### ゲーム
2005年
- キングダム ハーツII（ディズ/賢者アンセム）

2007年
- キングダム ハーツ Re:チェイン オブ メモリーズ（ディズ）
- キングダム ハーツII ファイナル ミックス（ディズ/賢者アンセム）

2009年
- キングダム ハーツ 358/2 Days（ディズ）

2010年
- キングダム ハーツ バース バイ スリープ（賢者アンセム）

2012年
- キングダム ハーツ 3D ［ドリーム ドロップ ディスタンス］（賢者アンセム）

2013年
- キングダム ハーツ HD 1.5 リミックス（ディズ）

2014年
- キングダム ハーツ HD 2.5 リミックス（ディズ/賢者アンセム）

2019年
- キングダム ハーツIII（ゼウス、賢者アンセム）

2020年
- キングダム ハーツ メロディ オブ メモリー（賢者アンセム）
- ファイナルファンタジーVII リメイク（プレジデント神羅）

### 映画
- 明治大帝御一代記（1964年、大蔵映画）
- 大怪獣決闘 ガメラ対バルゴン（1966年4月17日、大映） - ナレーション
- 複雑な彼（1966年6月22日、大映） - 不思議な男 役
- 処女受胎（1966年10月29日、大映） - 矢田部教授 役
- ガメラ対宇宙怪獣バイラス（1968年3月20日、大映） - 宇宙怪獣バイラスの声 役

### テレビドラマ
- 宇宙少年（1958年2月9日 - 5月25日、NHK）※悪役での顔出し出演[67]
- 忍者部隊月光（ブラック総督の声〈初代〉）※第26話
- マコ!愛してるゥ（ナレーション）
- 戦え!マイティジャック（パックのボスの声）※第1話、ノンクレジット
- シークレット部隊（オープニングナレーション）
- 赤い運命（ナレーション）
- 暴れん坊将軍シリーズ（1978年 - 2008年、ナレーション〈初代〉）
- 日本巌窟王（語り手）
- 源九郎旅日記 葵の暴れん坊（ナレーション）
- スタア誕生（ナレーション）
- 鞍馬天狗（ナレーション）

### 人形劇
放送時期不明
- こどもにんぎょう劇場
  - 「月のうさぎ」（神様〈男〉、おじいさん）
  - 「川辺のなかまたち」

1960年
- 宇宙船シリカ（1960年 - 1962年、ライフ博士）

1963年
- 銀河少年隊（1963年 - 1964年、花島博士）
- 伊賀の影丸 （1963年 - 1964年）

1964年
- ひょっこりひょうたん島（1964年 - 1967年、ガラクータ）

1967年
- それいけトッピー（トッピー）

1969年
- 空中都市008（1969年 - 1970年、大原雄介）

1970年
- ネコジャラ市の11人（1970年 - 1973年、ズズチャズ・ズチャーズ）

1976年
- 風の子ケーン（1976年 - 1978年、シュマリ）

### ラジオ
- ラジオマンジャック（NHK-FM）：ゲスト ※名誉メンバー
- 真冬の夜の偉人たち－若山弦蔵“ストリングスに魅せられて”－（2014年1月2日、NHK-FM）：パーソナリティ
- 真夏の夜の偉人たち－ジャズ仕掛け人ノーマングランツ－（2014年8月14日、NHK-FM）：パーソナリティ
- ロック・アラウンド・ザ・ワールド（TBSラジオ）
- パック・イン・ミュージック （1969年4月 - 1970年3月、TBSラジオ） - パーソナリティ[5]
- プラチナ ホリディ・イン・ポップス（TBSラジオ）
- ある愛の物語（TBSラジオ）
- ミュージックトレイス（TBSラジオ）
- おつかれさま5時です（1973年4月16日 - 1983年4月8日、TBSラジオ） - パーソナリティ
  - こんばんは若山弦蔵です（1974年）
- サウンズ・ウィズ・コーク（1976年10月 - 1977年3月、TBSラジオ）
- JALミュージックツアー（TBSラジオ）
- 共石イブニングライブラリー（1982年10月 - 1983年3月、TBSラジオ） - パーソナリティ
- 若山弦蔵の東京ダイヤル954（1983年4月11日 - 1995年4月7日、TBSラジオ） - パーソナリティ[5]
- ハニーサウンドオンライブ（TBSラジオ）[5]
- ミュージックホリデー〜弦さんと日曜日（1995年4月 - 1996年10月、TBSラジオ）
- バックグラウンド・ミュージック（1995年4月 - 2009年3月29日、TBSラジオ）：パーソナリティ〈4代目〉
- 生島ヒロシのおはよう一直線（TBSラジオ、不定期）
- 伊集院光 日曜日の秘密基地（2007年12月30日、TBSラジオ）：ゲスト
- 土曜ワイドラジオTOKYO 永六輔その新世界（2009年 - 2015年、TBSラジオ）：『午後のお客様』 ※1か月に1回程度
- 伊集院光の週末TSUTAYAに行ってこれ借りよう!（2014年1月3日・1月17日、TBSラジオ）：ゲスト
- たまむすび（2014年12月10日、TBSラジオ）：ゲスト
- 小林悠 樺太70年の家路（2015年8月9日、TBSラジオ）：ナレーション
- 六輔七転八倒九十分（2015年9月28日 - 2016年6月、TBSラジオ）※「土曜ワイド」から引き続き、1か月に1回程度出演。
- いち・にの三太郎〜赤坂月曜宵の口（2016年7月 - 2017年3月）※「六輔七転八倒九十分」から引き続き、1か月に1回程度出演。
- 夜のディスクライン（ニッポン放送）[5]
- 若山弦蔵ショー（ラジオ関東〈現在：RFラジオ日本〉）
- ヤマハ・MS・アワー（エフエム東京）
- スーパー・プレゼンス・アンリミテッド（エフエム東京）
- ミュージックインハイファイ（エフエム東京）[5]

### ラジオドラマ
- 海外名作劇場 ゴンチャーロフの日本渡航記 ※主役
- 連続メロドラマ 忘れ得ぬ人（ニッポン放送） ※準主役
- KR[ラジオ劇場] 「海に寄せるバラード」（1959年9月22日、KR） - 波 役[68]
- KR[芸能スタジオ] 「ある月光曲」（1960年10月10日、KR） - 樹木[69]
- R2芸術劇場 「女殺し油の地獄」（1964年2月18日、NHK東京）
- KR[ラジオ劇場] 「黒い輪」（1964年3月15日、TBSラジオ）
- R1+R2夜のステレオ 「鳩間の泉」（1964年3月15日、NHK東京）
- R1[架空実況] 「白瀬南極探検隊」（1964年3月20日、NHK東京）
- R2芸術劇場 「樹と雪と甲虫と」（1964年6月9日、NHK東京）
- R2ラジオ小劇場 「満天の星」（1964年12月12日、NHK大阪）
- なかよしホール「むさしの風雲録」（1965年、NHKラジオ第1放送）
- オールナイトニッポン特別番組 「ラジオドラマHOUSE」（1976年11月23日、ニッポン放送） - ナレーション
- 連続ラジオドラマ 「梨の木は物言わねど」（1980年、NHKラジオ第1放送） - 桃澤匡勝 役
- 連続ステレオ小説 「海底二万里」（1981年、NHK-FM） - ネモ船長 役

### ラジオCM
- アデランス
- ロフテーメリノ毛布
- 松本歯科大学

### レコーディング（LP・CD）
- ピンク・ムード・サウンズ 若山弦蔵（ナレーション） ピンク・ムード・デラックス Vol.1 1966年（ビクター・レコード）# 銀座ブルース 他
- ピンク・ムード・サウンズ 若山弦蔵（ナレーション） ピンク・ムード・デラックス Vol.2 1967年（ビクター・レコード）# 眠られぬ夜のブルース 他

### バラエティ
- 3・3が9イズ（ABC・司会）※声のみだが、最終回では顔を見せた。
- そこが知りたい（TBS・ナレーション）

### テレビCM
- 帝人 テトロン（ポリエステル）のワイシャツ（ナレーション）
- ブリヂストン『REGNO』（ショーン・コネリー出演CMのナレーション）
- サントリー
  - アガダマパンチ（ナレーション）
  - 紅茶のお酒（ナレーション）
  - 緑茶（ナレーション）
- トクホン トクホンA「肩たたき犬篇」（ナレーション）
- サンヨー食品 うどん 田吾作（ナレーション）

### 朗読
- 阿部一族 / じいさんばあさん（森鴎外）
- 蟹工船（小林多喜二）
- さらばモスクワ愚連隊（五木寛之）

### テーマパーク
- ヘラクレス・ザ・ヒーロー（ゼウス）

## 受賞歴
- 第3回ギャラクシー賞 ラジオ・個人部門 受賞（1966年）
- 野路菊賞受賞（2000年）